# Paulos Mar Gregorios

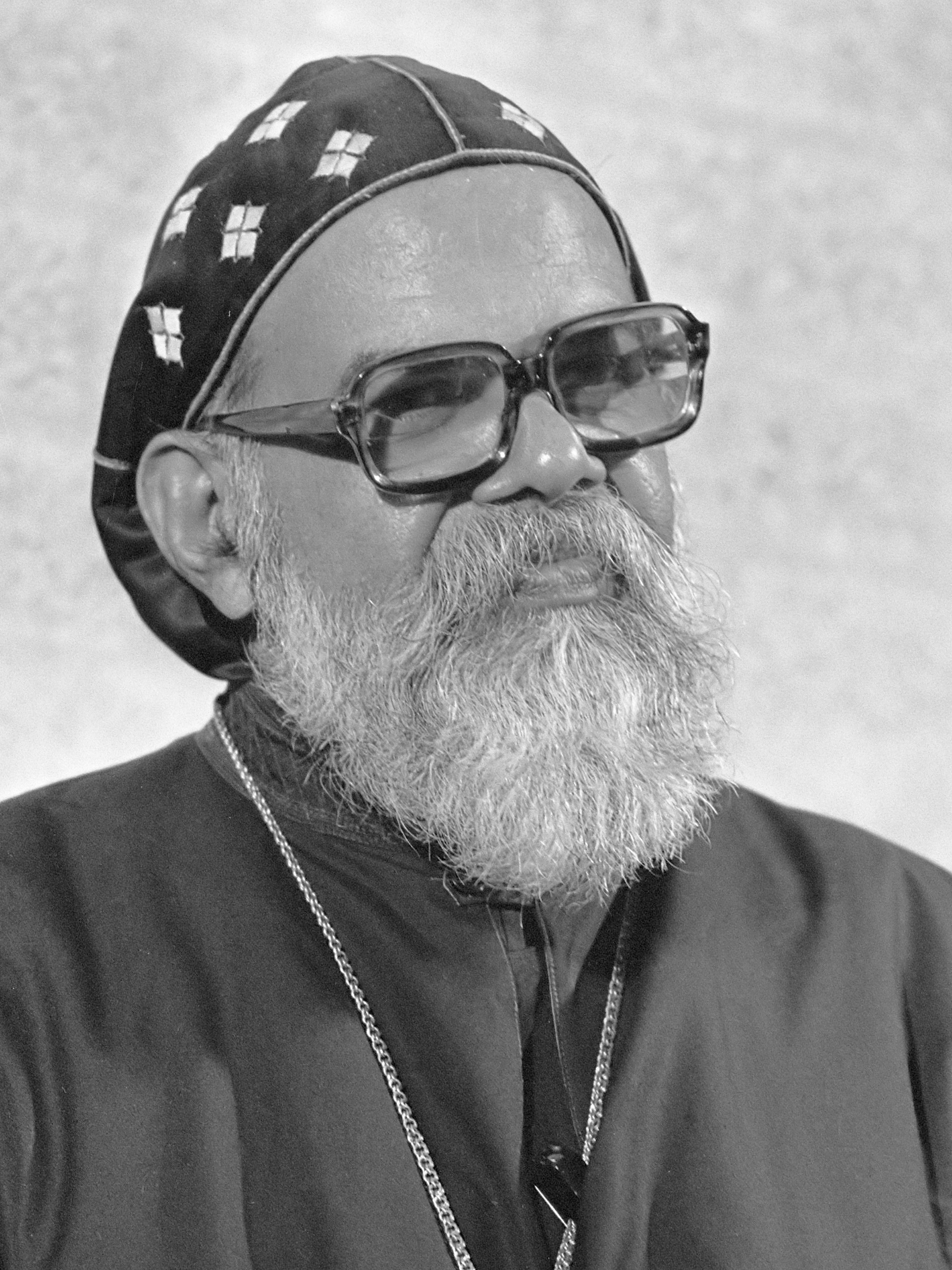
Paulos Gregorios (1981)

Paulos Mar Gregorios oder Paul Verghese (* 9. August 1922 in Tripunithura, Kerala; † 24. November 1996) war ein indisch-orthodoxer Priester, Metropolit und Theologe.

## Leben und Wirken
Paul Verghese oder Vargīsa Pôla wurde in der traditionell christlichen Familie von T. P. Piely und Aley Piely geboren und erfuhr seine frühe Erziehung in seiner Heimatstadt. Er begann seinen Berufsweg als freischaffender Journalist mit Artikeln und Berichten für verschiedene Zeitungen in Kochi und Malabar. Später übernahm er eine journalistische Arbeit bei der Cochin Transport Company. Im Jahre 1942 wurde er beim Post & Telegraphs Department tätig. Danach folgte eine Arbeit als Lehrer in Äthiopien. Dort wurde der Kaiser von Äthiopien Haile Selassie auf ihn aufmerksam. Die sich daraus entwickelnde Beziehung führte dazu, dass Verghese in Äthiopien Karriere machte. Er wurde auch zu weiterführenden Studien in die USA delegiert: am Goshen College der Oklahoma University, nach Princeton und nach Yale.
1954 ging er nach Indien zurück mit einem Abschluss als Master’s Degree in Theologie. Er begann als Direktor des Kameradschaftshauses in Aluva zu arbeiten und als Gastprofessor des Union Christian College Aluva. Im Jahr 1955 wurde er Mitglied der Fakultät des Orthodoxen Theologischen Seminars in Kottayam. Dort wurde er auch Generalsekretär der Bewegung Orthodoxer Christlicher Studenten. Während eines Besuchs des Äthiopischen Kaisers in Indien 1956 ließ sich Verghese davon überzeugen, nach Äthiopien zurückzukehren. Dort war er in der Folgezeit tätig als persönlicher Gehilfe und Berater des Kaisers.
Im Jahre 1958 kehrte er erneut zurück nach Indien und wurde zum Diakon geweiht. 1961 wurde er durch die Katholikose ordiniert als „Vater Paul Verghese“, den Mann an der Führungsspitze seiner Kirche. Als Vater Verghese setzte er seine theologischen Studien weiter fort. Er schrieb seine Doktorarbeit in Oxford und Deutschland und wurde Doktor der Theologie am Serampore College in Kalkutta. 1967 wurde er berufen als Direktor des Orthodoxen Theologischen Seminars in Kottayam. Zum Metropoliten wurde er berufen durch seine Kirche in Gestalt von H.H. Moran Mar Baselios Augen I. am 16. Februar 1975. Ein Jahr später leitete Paulos Mar Gregorios die Diözese Delhi und gründete das Delhi Orthodoxe Zentrum.
Er hatte mehrere Positionen im Ökumenischen Rat der Kirchen (ÖRK) inne. 1962 wurde er Direktor der Abteilung für Ökumenische Aktivität beim ÖRK und 1966 Beigeordneter Generalsekretär. Zugleich war er Mitglied des Zentralkomitees und des Exekutivkomitees sowie Mitglied der Kommission für Glaube und Kirchenverfassung.
Von 1983 bis 1991 war er einer der Präsidenten des ÖRK und einer der Vizepräsidenten der Christlichen Friedenskonferenz von 1970 bis 1990.
Nach 1990 setzte er sich verstärkt für den interreligiösen Dialog der Weltreligionen ein, was ihm von verschiedenen Seiten Widerspruch eintrug. 1991 wurde er Präsident der offiziell gegründeten Interreligiösen Föderation für Weltfrieden. Wichtiges Anliegen dieser Vereinigung war die Gründung einer „Friedens-Universität“, die auch der Dalai Lama befürwortet.
Er schrieb in mehreren Zeitschriften, u. a. in der Internationalen Zeitschrift für Theologie. Eine Liste seiner Zeitschriften-Artikel hat sein Biograph Joyce Thottacked zusammengestellt.
In seinen letzten Lebensjahren galt Gregorios als Symbolgestalt einer spirituell-theologisch gegründeten ganzheitlichen Lehre von einer „Holistischen Medizin“.

## Nachwirkung
Im November 2002 fand in Chicago (USA) unter dem Motto „A Life of Close Intimacy with God“ eine Paulos Mar Gregorios Konferenz statt.

## Auszeichnungen
Paulos Mar Gregorios erhielt Ehrendoktorate von der Karls-Universität Prag und den Universitäten Budapest und Leningrad. Ferner erhielt er zahlreiche Orden und Preise, darunter den Orden des Heiligen Wladimir.

## Werke
- Die syrischen Kirchen in Indien, Stuttgart : Evangelisches Verlagswerk, 1974
- Koptisches Christentum, Stuttgart : Evangelisches Verlagswerk, 1973, [Aus d. Ms. übers.]
- The Freedom of Man, Philadelphia : Westminster Press, 1972
- Priester und Pastoren, Leplay, Michel. - Regensburg : Pustet, 1970
- Die orthodoxe Kirche und der Heilige Geist, Marburg a.d.L. : Oekumenischer Verl. Edel, 1966
- Kirche und Charisma, Marburg a.d. Lahn : Oekumenischer Verl. Edel, 1966
- Kirche und Mission, Marburg a.d. Lahn : Oekumenischer Verl. Edel, 1964